# 2021 au théâtre
| Années du théâtre : 2018 - 2019 - 2020 - 2021 - 2022 - 2023 - 2024    |
| Décennies du théâtre : 1990 - 2000 - 2010 - 2020 - 2030 - 2040 - 2050 |

Cet article présente les faits marquants de l'année 2021 au théâtre.

## Événements
- Les programmations des salles de spectacles sont fortement perturbées pour la deuxième année consécutive avec la pandémie de Covid-19.
- Le 5 juillet 2021, le metteur en scène et dramaturge portugais Tiago Rodrigues — actuel directeur artistique du théâtre national Dona Maria II de Lisbonne — est nommé directeur du Festival d'Avignon[1],[2] pour succéder — à partir de 2023 — à Olivier Py à l'issue de la 76e édition du Festival en juillet 2022. Il prendra ses fonctions le 1er septembre 2022 pour un mandat de 4 ans, renouvelable une fois[3].

## Pièces de théâtre publiées
- 7 janvier : La Disparition du paysage de Jean-Philippe Toussaint

## Pièces de théâtre représentées

### Saison 2020-2021
- La Disparition du paysage, de Jean-Philippe Toussaint, mise en scène et scénographie d'Aurélien Bory avec Denis Podalydès, Théâtre des Bouffes du Nord  (finalement créé au Théâtre national du Luxembourg)

## Décès
- 18 janvier : Jean-Pierre Bacri, comédien, scénariste et dramaturge français.
- 26 janvier : Lars Norén, dramaturge et metteur en scène suédois.
- 31 mai : Romain Bouteille, auteur, metteur en scène et directeur de café-théâtre français.
- 14 juillet : Ariel Goldenberg, directeur de théâtre français d'origine argentine.
- 15 juillet : Rober Abirached, universitaire et conseiller culturel français.
- 5 septembre : Ion Caramitru, acteur, metteur en scène, directeur de théâtre et homme politique roumain.
- 6 septembre : Jean-Paul Belmondo, comedien français.
- 14 septembre : Philippe Adrien, metteur en scène,  professeur et directeur de théâtre français.
- 15 septembre : Marthe Mercadier, comédienne française.
- 27 septembre : François Florent, professeur de théâtre français.
- 23 octobre : Marcel Bluwal, réalisateur et metteur en scène français.

- 26 novembre : Stephen Sondheim, auteur-compositeur de comédies musicales américain.
- 28 novembre : Nakamura Kichiemon II, comédien de kabuki et costumier japonais.